# Долгое (Новгородская область)
Долгое — деревня в Мошенском районе Новгородской области России. Административный центр Долговского сельского поселения.

## География
Деревня расположена на берегу реки Великая в восточной части района. Расстояние до села Мошенское составляет 35 километров. К северо-восточной части примыкает деревня Старое Долгое.

## История
На трёхвёрстной топографической карте Фёдора Шуберта, изданной в 1879 году, обозначено сельцо Долгое.
До революции деревня входила в состав Долговской волости Боровичского уезда. По состоянию на 1911 год в деревне Долгая имелось 7 дворов, 9 жилых строений и проживало 20 человек. В деревне находился фельдшерский пункт, чайная, мельница и лавка.

## Население
| 2010 |
| ---- |
| 75   |

В 2002 году население деревни составило 90 человек.
Согласно результатам переписи 2002 года, в национальной структуре населения русские составляли 100 % от жителей.

## Инфраструктура
- Администрация сельского поселения[7]
- Магазин[8]
- Отделение связи (почта)[9]